# コビーの冒険
『コビーの冒険』（コビーのぼうけん、西: The Cobi Troupe）は、1992年バルセロナオリンピックの公式マスコット・コビー（西: Cobi）を主人公にしたテレビシオン・エスパニョーラ製作のテレビアニメである。全56話。
日本では、1992年4月6日から同年7月24日までNHK総合テレビジョンで放送。放送時間は毎週月曜 - 金曜 17:50 - 18:00 （日本標準時）で、オリンピックの閉幕後にも1992年8月12日から同年8月21日まで同じ時間帯に再放送された。
オリンピックの公式マスコットが主人公としたテレビアニメは、これまで1980年モスクワオリンピックの『こぐまのミーシャ』（日本アニメーション / 朝日放送）、1984年ロサンゼルスオリンピックの『イーグルサム』（ダックスインターナショナル / TBS）がありいずれも日本国内で制作された。開催国で制作されたテレビアニメを日本で放送するのは、本作品が初めてである。
また、オリンピックの公式マスコットとパラリンピックの公式マスコットが共演したのも本作品が初めてである。
本作品以降、オリンピックの公式マスコットが主人公としたテレビアニメは夏季、冬季の大会を通じて日本では放送されていない。
スペインで制作され、日本で放送されたテレビアニメは1980年に同国のBRB Internacionalと日本の日本アニメーションが共同制作しテレビシオン・エスパニョーラで放送後1984年にテレビ東京で放送された『リトル・エル・シドの冒険』以来だった。スペインのみで制作し日本で放送されたテレビアニメでは本作品が初めてである。
2021年現在、衛星波の再放送、映像ソフトの販売、動画配信の予定は今のところない。

## 登場人物
コビー
声 - 坂本千夏
ペトラ
声 - 三田ゆう子
コビーの姉で、バルセロナパラリンピックの公式マスコット。腕が無く、肩から頭が生えているというエキセントリックなデザイン。自由に動く2本のおさげ髪を腕の代わりにすることで日常生活をこなしている。
ジョルディ
声 - 菊池正美
オリビア
声 - 小宮和枝
カチャス
声 - 竹村拓
コビーの友人。性格は明るいが、自己中心的で思慮が足りない。体力が有り余っている。
ノシ
声 - かないみか
ビーチョ
声 - 不明
ノルマル博士
声 - はせさん治
地球環境の破壊をたくらむ悪の科学者。思いつきで小型核弾頭を弓矢でバルセロナへ射出しようとするなど、極度の危険人物。マザコンであり、母親の言うことには逆らえない。独身。
タミーノ
声 - 島香裕
ノルマルの部下の小男。言われたことを言われたままにこなすことしかできない愚直な性格。
押田浩幸、岡和男

## スタッフ
- 製作 - バルセロナ・オリンピック組織委員会